# Hilaire Flandre
Hilaire Flandre (né à Alincourt le 24 février 1937 et décédé à Reims le 18 octobre 2004), est un homme politique français. 
Maire d'Alincourt, conseiller régional de Champagne-Ardenne de mars 1986 à mars 1998. Il est Sénateur des Ardennes le 9 juillet 1996 à la suite du décès de Jacques Sourdille, réélu le 27 septembre 1998. Il est membre du groupe Union pour un mouvement populaire. 

## Biographie
Hilaire Flandre est issu d'une famille d'agriculteurs d'Alincourt, dans le Rethélois. Il travaille sur l'exploitation agricole de ses parents et milite au sein de la Jeunesse agricole chrétienne (JAC). En 1957, il doit effectuer son service militaire et fait partie, de février 1958 à août 1959, du contingent mobilisé en Afrique du Nord durant la guerre d'Algérie. Il y obtient le grade de sergent et la Croix de la valeur militaire. Revenant à une activité civile, il reprend le domaine familial en 1960. 
À 28 ans, en 1965, il commence à militer au sein du syndicalisme agricole. Il occupe rapidement des postes de responsabilité, comme président du Centre départemental des jeunes agriculteurs (CDJA) des Ardennes de 1968 à 1973 puis président de la Fédération départementale des Syndicats d'exploitants agricoles (FDSEA) de 1974 à 1978. Il s'investit également dans les structures mutualistes de la profession agricole  et dirige bientôt la Société d'aménagement foncier et d'établissement rural (SAFER) de Champagne-Ardenne, et ce durant seize ans, ainsi que le Centre d'économie rurale et de gestion agricole (CERGA) départemental. Il devient logiquement vice-président de la caisse régionale de Groupama, une société d'assurance issue du mouvement mutuel agricole.
Concomitamment à son engagement au sein du syndicat majoritaire des agriculteurs, il entre dans la vie politique. Il obtient un premier mandat local en étant élu conseiller municipal d'Alincourt à 28 ans. Il devient un adhérent de l'Union des démocrates pour la République (UDR), le parti gaulliste. Sa notoriété auprès des agriculteurs de son département le font retenir comme candidat de ce parti gaulliste, animé par Jacques Chirac, aux élections législatives de 1978, sur la première circonscription des Ardennes, mais il est battu. Pour autant, en 1979, il devient secrétaire fédéral de la nouvelle formation créée par Jacques Chirac, le RPR. Il reste à ce poste durant 19 ans. 
En 1983, il est élu maire d'Alincourt et le reste quinze ans. En 1986, il se présente aux élections régionales, est élu et  siège à partir de cette date au conseil régional de Champagne-Ardenne. Régulièrement réélu, il garde ce mandat douze ans. 
Au niveau national, il est choisi par Jacques Sourdille, comme suppléant lors des élections sénatoriales de septembre 1989. Sept ans plus tard, le 9 juillet 1996, le décès de Jacques Sourdille conduit Hilaire Flandre au palais du Luxembourg. À 59 ans, c'est son premier mandat national. Il abandonne son activité d'agriculteur en 1997 pour se consacrer à sa seule activité politique. Il est réélu au deuxième tour aux élections sénatoriales de septembre 1998. Il rejoint la commission des affaires économiques, et s'investit particulièrement sur les questions et projets concernant le monde agricole.
Il meurt en octobre 2004, à 67 ans, alors qu'il est toujours à la fois sénateur des Ardennes, et fidèle au mouvement gaulliste, membre de l'Union pour un mouvement populaire (UMP) (organisation créée par Jacques Chirac et Alain Juppé deux ans plus tôt pour rassembler la droite au-delà du RPR). Il est remplacé au Sénat par son suppléant, Benoît Huré, appartenant à la même formation politique, président du conseil général des Ardennes et ancien maire de Neuville-lez-Beaulieu, une commune rurale non plus du Rethélois mais de la Thiérache ardennaise.

## Hommages
Hilaire Flandre est officier de l'ordre national du Mérite et commandeur du Mérite agricole.